# فيصل خرتش
فيصل خرتش هو كاتب وروائي سوري من مواليد مدينة حلب التي نشأَ فيها. درسَ فيصل في أحد الكتاتيب؛ ثم تابع في المدارس الابتدائية الواقعة في حلب القديمة وحصلَ على إجازةٍ في اللغة العربية من جامعة حلب ثمّ نال دبلومًا في اللغات الشرقية القديمة عام 1983.

## المسيرة المهنيّة
برزّ فيصل خرتش كعضوٍ في اتحاد الكتاب العرب وكذا كعضو في اتحاد الصحفيين العرب؛ حيثُ بدأ نشر أولى مقالاته عام 1975 وعمل مراسلًا لصحيفة الأسبوع الأدبي منذ صدور عددها الأول ولأكثر من خمس سنوات. عُيَّن مراسلًا أدبيًا لصحيفة الشرق الأوسط التي تصدر في لندن وما زال يكتب فيها حتى الآن؛ كما يكتبُ بشكلٍ منتظمٍ في صحيفة الحياة (لندن)، البيان (دبي) والثورة (دمشق).
بدأ في الكتابة عام 1973 وبرز اسمه ككاتب قصة على منابر الجامعة ونشر أولى قصصه عام 1975 في الصحف السورية. صدرت أولى مجموعاته القصصية بعنوان الأخبار عام 1986 عن وزارة الثقافة؛ ومجموعة أخرى بعنوان شجرة النساء عن وزارة الثقافة عام 2001.
حصل على عدّة جوائز في القصة القصيرة منها الجازة الأولى لاتحاد الكتاب العرب كما حاز على الجائزة الأولى في القصة القصيرة لصحيفة البعث في الذكرى الأربعين ومجلة الطليعة، وجائزة مدحت عكاش، وجائزة اللبتاني للقصة القصيرة وجائزة أخبار الأدب القاهرية للقصة القصيرة.
حصلت روايته مُوجَزُ تَارِيخِ البَاشَا التي طُبعت في لندن عام 1990 على جائزة رياض الريس للرواية العربية، كما حصلت روايته تُرَابُ الغُرَبَاءِ على جائزة نجيب محفوظ للرواية العربية عام 1995 وتحولت إلى فيلم سينمائي من إخراج سمير ذكرى؛ وحاز الفيلم على الجائزة الأولى في مهرجان السينما في القاهرة عام 1998.

## قائمة أعماله
- الأخبار
- أوراق الليل والياسمين
- تجربة في الفانتازيا الرواية
- الطاغوت
- شمس الأصيل
- زقاق الجن
- عين الحجر
- موجز تاريخ الباشا الصغير، رياض الريس للكتب والنشر، 1991
- خان الزيتون، دار الصداقة، 1995
- مقهى المجانين، المسار للنشر والأبحاث التوثيق، 1995
- تراب الغرباء، 1995
- حمام النسوان، المسار للنشر والأبحاث والتوثيق، 1999
- شجرة النساء، وزارة الثقافة، دمشق، 2001
- مقهى القصر، منشروات وزارة الثقافة، 2004
- شمس الأصيل، الهيئة العامة السورية للكتاب - وزارة الثقافة، دمشق، 2008
- دوار الموت ما بين حلب والرقة، دار الرّيس للكتب والنشر، 2017